# Centropogon rubrodentatus
Centropogon rubrodentatus är en klockväxtart som beskrevs av Jeppesen. Centropogon rubrodentatus ingår i släktet Centropogon och familjen klockväxter. Inga underarter finns listade i Catalogue of Life.